# Злостављање деце
Злостављање деце је према савременим концепцијама последица насиља у породици које спада у најтеже облике трауматског искуства из детињства са трајним последицама по целокупан, посебно емоционални, развој детета. Форме злостављања деце могу бити: физичко, емоционално, сексуално и комбиновано. Свака од наведених форми злостављања има подгрупе са исходом који указује на неопходност примарне превенције, али и адекватних облика заштите и терапије како злостављене деце тако и злостављача. Савремено законодавство посебно штити злостављану децу, о чему постоје одговарајући национални и међународни законски прописи.